# Anisio
Anisio  è un nome proprio di persona italiano maschile.

## Varianti
- Femminili: Anisia[1]

### Varianti in altre lingue
- Basco: Anixi[2]
- Catalano: Anisi[2]
- Greco antico: Ανύσιος (Anysios)[2]
- Latino: Anysius
  - Femminili: Anysia
- Spagnolo: Anisio[2]

## Origine e diffusione
Deriva dal nome greco antico Ανύσιος (Anysios); secondo alcune fonti si basa sul termine ανισος (anisos), che vuol dire "disuguale", mentre altre gli danno il significato di "colui che compie".
L'uso del nome è scarsissimo, e viene ricordato pressoché solo per la presenza di alcuni santi così chiamati.

## Onomastico
L'onomastico si può festeggiare in memoria di più santi, alle date seguenti:
- 14 dicembre, santa Droside, chiamate anche Anisia, martire ad Antiochia[3]
- 30 dicembre, sant'Anisia, nobildonna di Tessalonica, martire nel 304[1][4]
- 30 dicembre, sant'Anisio, vescovo di Tessalonica dal 383 al 410[2][5]